# Pedro Pascual
Pedro Pascual Suitt (15 de março de 1996) é um velejador norte-americano que participou dos Jogos Olímpicos de Verão e que é medalhista dos Jogos Pan-Americanos.

## Trajetória esportiva
Ele competiu nos Jogos Olímpicos de Verão de 2016 no Rio de Janeiro, na classe RS:X, tendo ficado no 28º lugar. 
Nos Jogos Pan-Americanos de 2019, o atleta conquistou a medalha de prata na categoria RS:X, a sua primeira conquista continental. 
Durante o Campeonato Mundial de 2020, o atleta ficou em 34º, à frente de seu compatriota Geronimo Nores, conquistando a vaga para sua segunda participação olímpica, em Tóquio 2020.